# Turó de Sant Corneli
El Turó de Sant Corneli és una muntanya de 185 metres que es troba al municipi de Fogars de la Selva, a la comarca catalana de la Selva.